# Habitatge al carrer Major, 18 (Torroella de Montgrí)
Habitatge al carrer Major, 18 és una obra amb elements gòtics de Torroella de Montgrí (Baix Empordà) inclosa a l'Inventari del Patrimoni Arquitectònic de Catalunya.

## Descripció
Situada al carrer Major, és una casa de petites dimensions, d'una sola crugia, formada per planta baixa i un pis, amb coberta de teula. L'element més remarcable del conjunt és l'obertura del primer pis, amb arabesc calat en pedra, de tipologia gòtic- renaixentista. La porta d'accés és d'arc carpanell, amb dovelles de pedra.

## Història
El seu valor és tipològic. és interessant com a mostra de la integració d'elements de l'arquitectura històrica dins de les construccions de tipus popular.